# Conservatorio del Jardín del Desierto
El Desert Garden Conservatory (Conservatorio del Jardín del Desierto) es un complejo de invernaderos en The Huntington Library, Art Collections and Botanical Gardens, en San Marino (California).
Fueron construidos en 1985. El Desert Garden Conservatory está adyacente a los 10 acres del Desert Garden. Alberga una de las colecciones más importantes y diversa de cactus y otras plantas suculentas en los Estados Unidos, incluyendo un gran número de especies raras y amenazadas. 
Los 280 m² del "Desert Garden Conservatory" sirve al "Huntington" y a las comunidades públicas como un medio conservacionista, recursos para la investigación y reserva de diversidad genética. John N. Trager es el curador de estas colecciones.
El código de identificación del Desert Garden Conservatory como miembro del "Botanic Gardens Conservation Internacional" (BGCI), así como las siglas de su herbario es HNT.

## Localización
Se ubica junto al Desert Garden. 
Huntington Desert Garden, Huntington Botanical Gardens 1151 Oxford Road San Marino, Los Ángeles county CA 91108 California, United States of America-Estados Unidos de América.
Planos y vistas satelitales.34°7′38″N 118°6′36″O / 34.12722, -118.11000
Se paga una tarifa de entrada.

## Colecciones

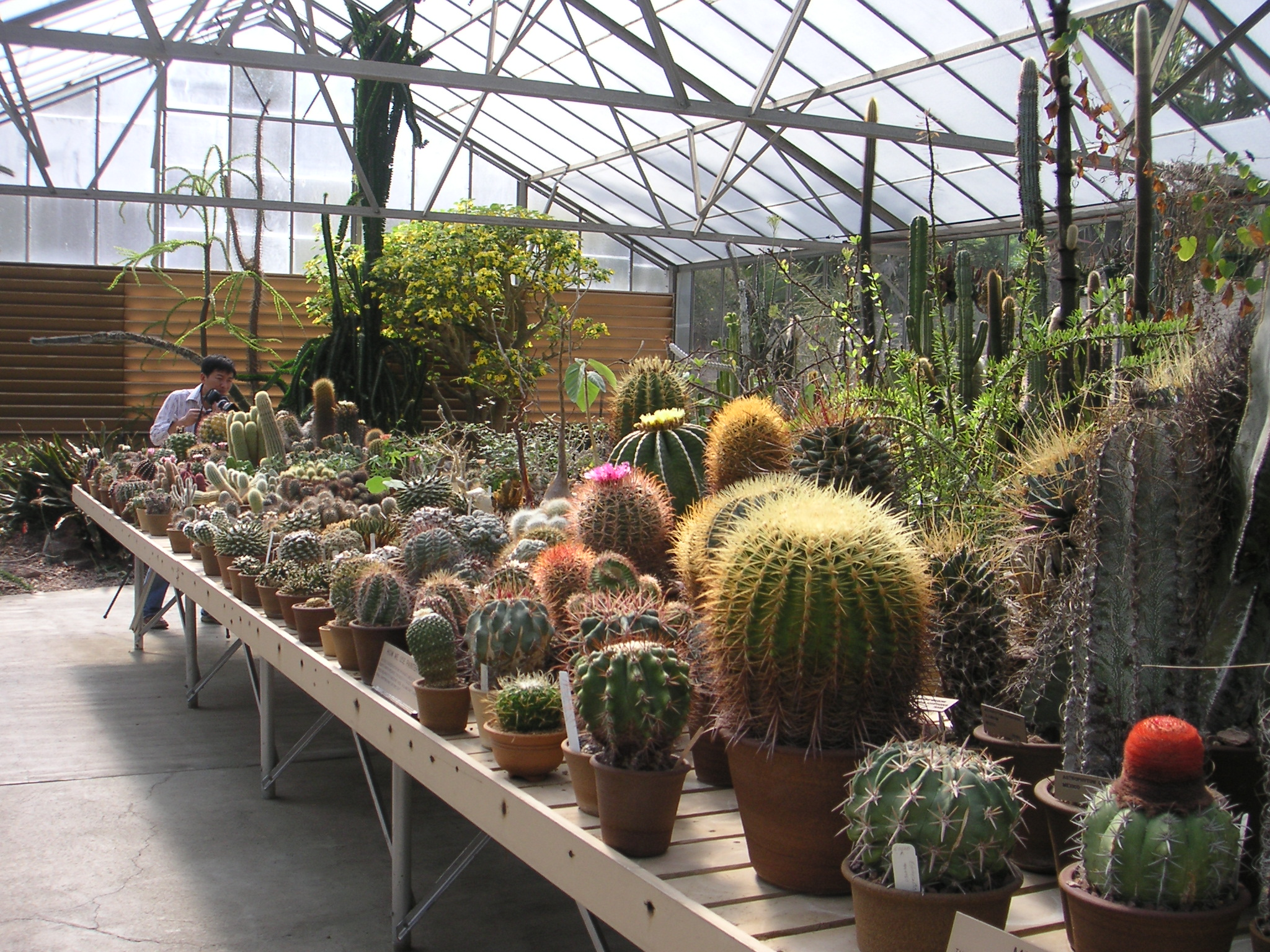
Vista interior del Desert Garden Conservatory.

Hay estimadas unas 10.000 plantas suculentas por todo el mundo, cerca de 1.500 de ellas clasificadas como cactus. El invernadero del jardín del desierto de Huntington ahora contiene más de 2200 accesiones, representando más de 43 familias de plantas, 1.261 diversas especies y subespecies, y 246 géneros. La colección de plantas contiene ejemplos de las regiones de desierto más importantes del mundo, incluyendo los Estados Unidos, Argentina, Bolivia, Chile, Brasil, las islas Canarias, Madagascar, Malaui, México y Sudáfrica. La colección del desierto desempeña un papel enorme como depósito de biodiversidad, además del servicio como centro de investigación y educación.

## Los programas de propagación para recuperar las plantas amenazadas
Algunos estudios estiman que tanto como los dos tercios de la flora y de la fauna del mundo pueden llegar a estar extintos durante el curso del siglo XXI, como resultado del calentamiento del planeta, del incremento de la usurpación, y la sobreexplotación agrícola. Los científicos alarmados por estas perspectivas están trabajando diligentemente para propagar las plantas fuera de su hábitat natural, en áreas protegidas. Los cultivos Ex-situ, como esta práctica es sabida, pueden servir como substituto para las plantas que se perderían de otra manera en cuanto desapareciera su hábitat. Con este fin, el "Huntington" tiene un programa para proteger y propagar especies de plantas en peligro, señaladas por el International Succulent Introductions (ISI). 
El objetivo del ISI program es propagar y distribuir los nuevos y raros logros de suculentas a los hoticultores, los viveros y las instituciones para una mayor investigación y aprecio de estas notables plantas. El ISI distribuye tanto como unas 40 nuevas variedades de suculentas cada año. Las plantas recogidas en el campo, los esquejes o las semillas no se venden, sólo las plantas de semillero, los injertos y los esquejes arraigados producidos en las condiciones de cultivo del vivero sin detrimento a las poblaciones salvajes.

## Los híbridos Schick
Los Híbridos Schick derivan sobre todo de las cruces de los "híbridos Paramount" de Harry Johnson, creados en las décadas de 1930 y 1940, y de los cruces sucesivos de su progenie. Como los híbridos Paramount, los híbridos Schick pueden florecer varias veces en una estación y, con el aumento de edad, pueden producir mayor número de flores. Bajo las condiciones de cultivo del Huntington la primera oleada de flores es típicamente en abril con sucesivas floraciones que ocurren en mayo, junio y julio, y, en algunos híbridos, incluso en agosto, septiembre y octubre. Estos cultivares de gran importancia hortícola están también disponibles a través del ISI program del Huntington.

## Imágenes del interior del Desert Garden Conservatory

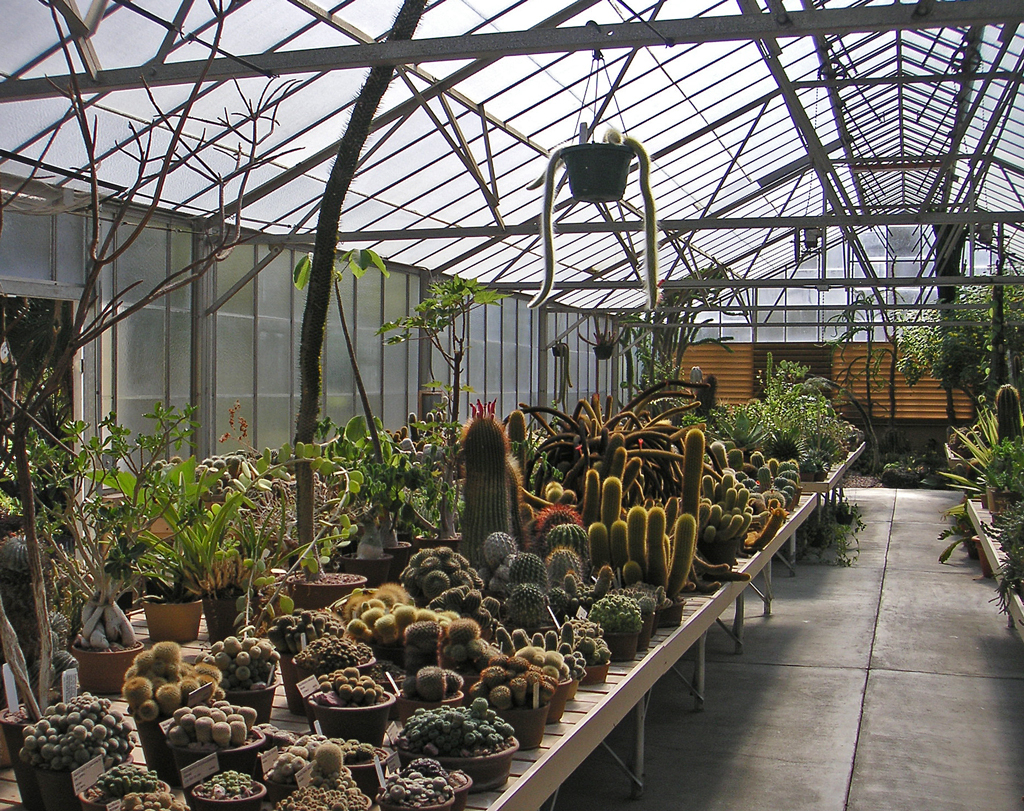
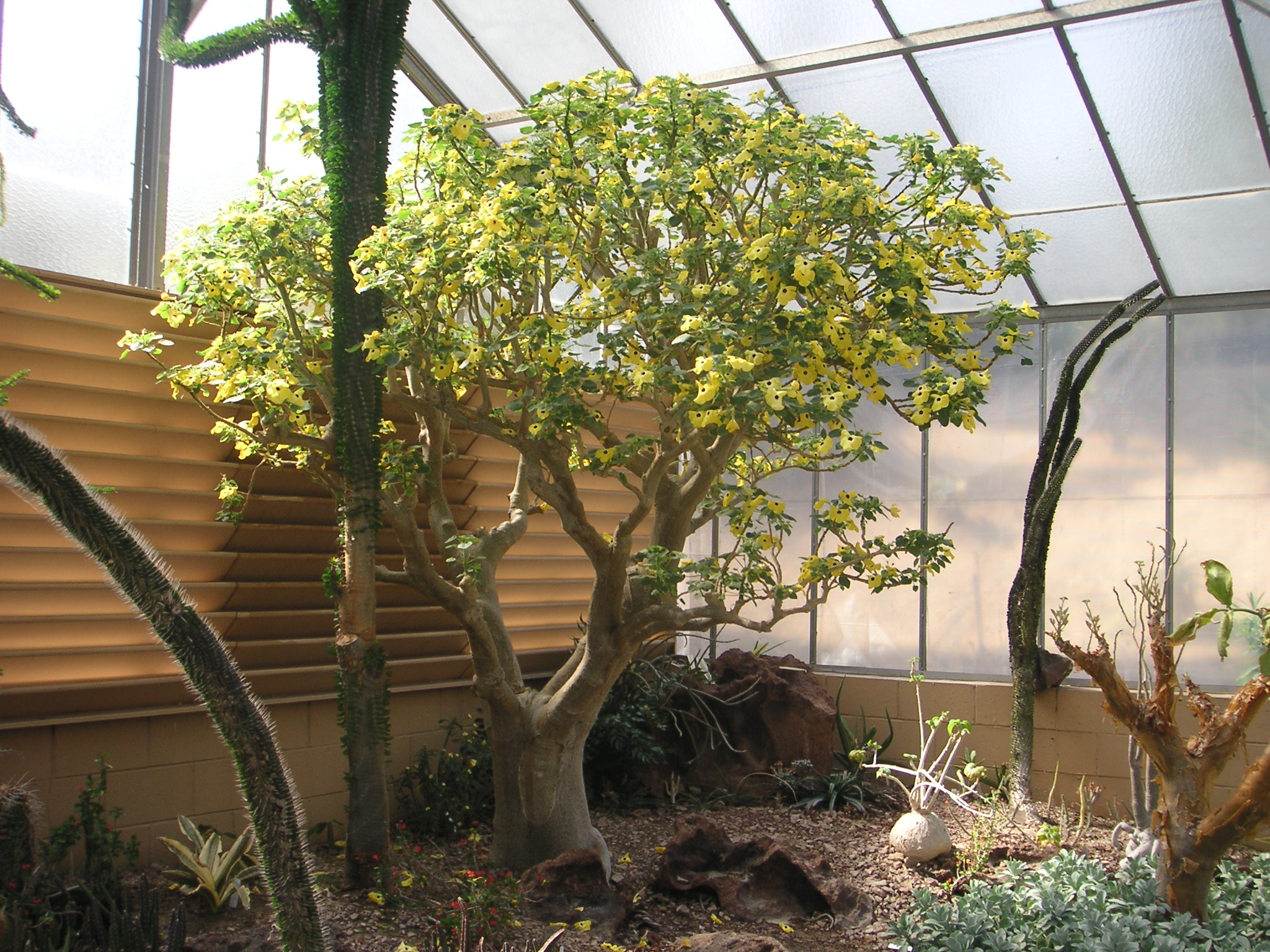
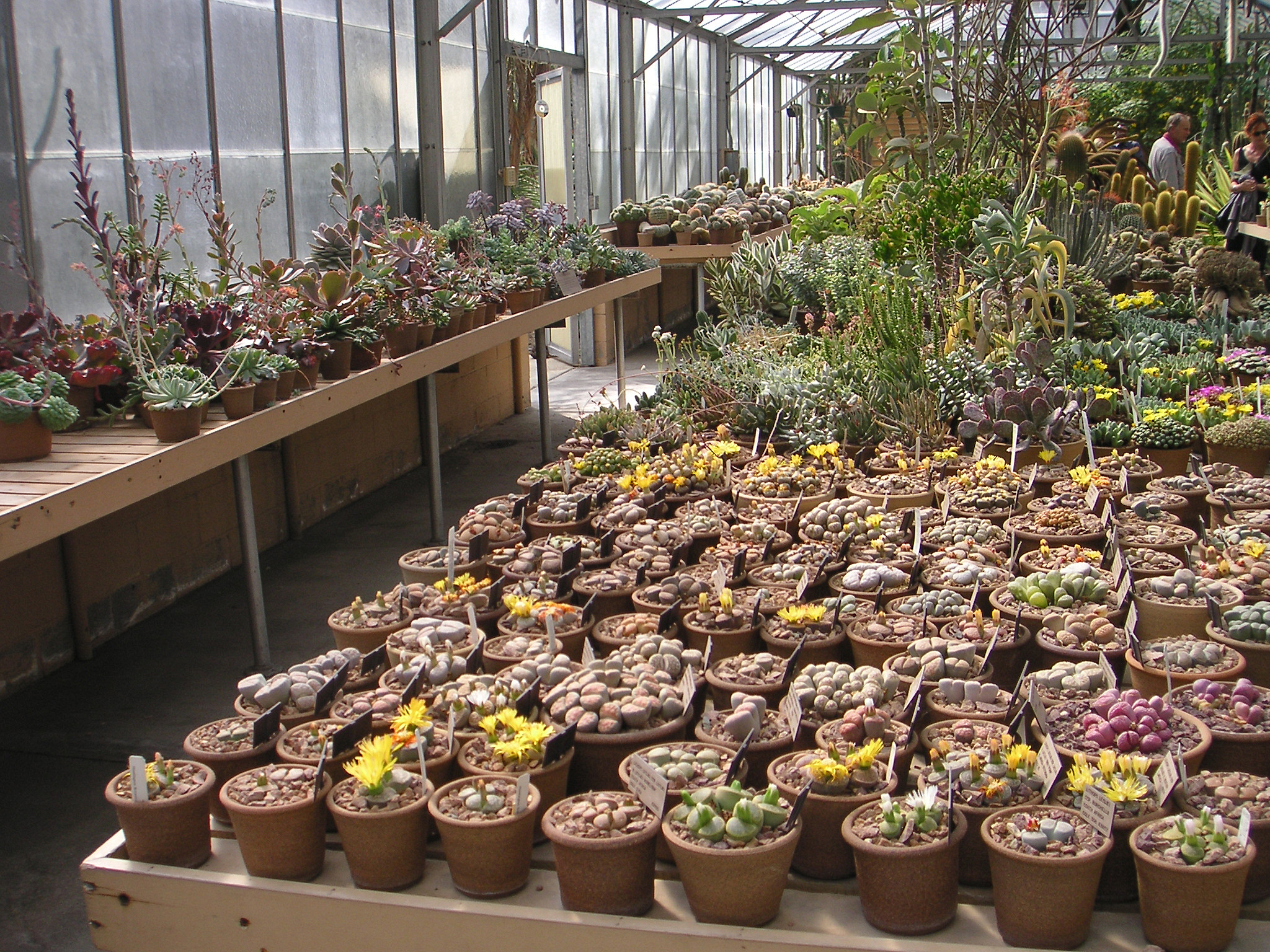
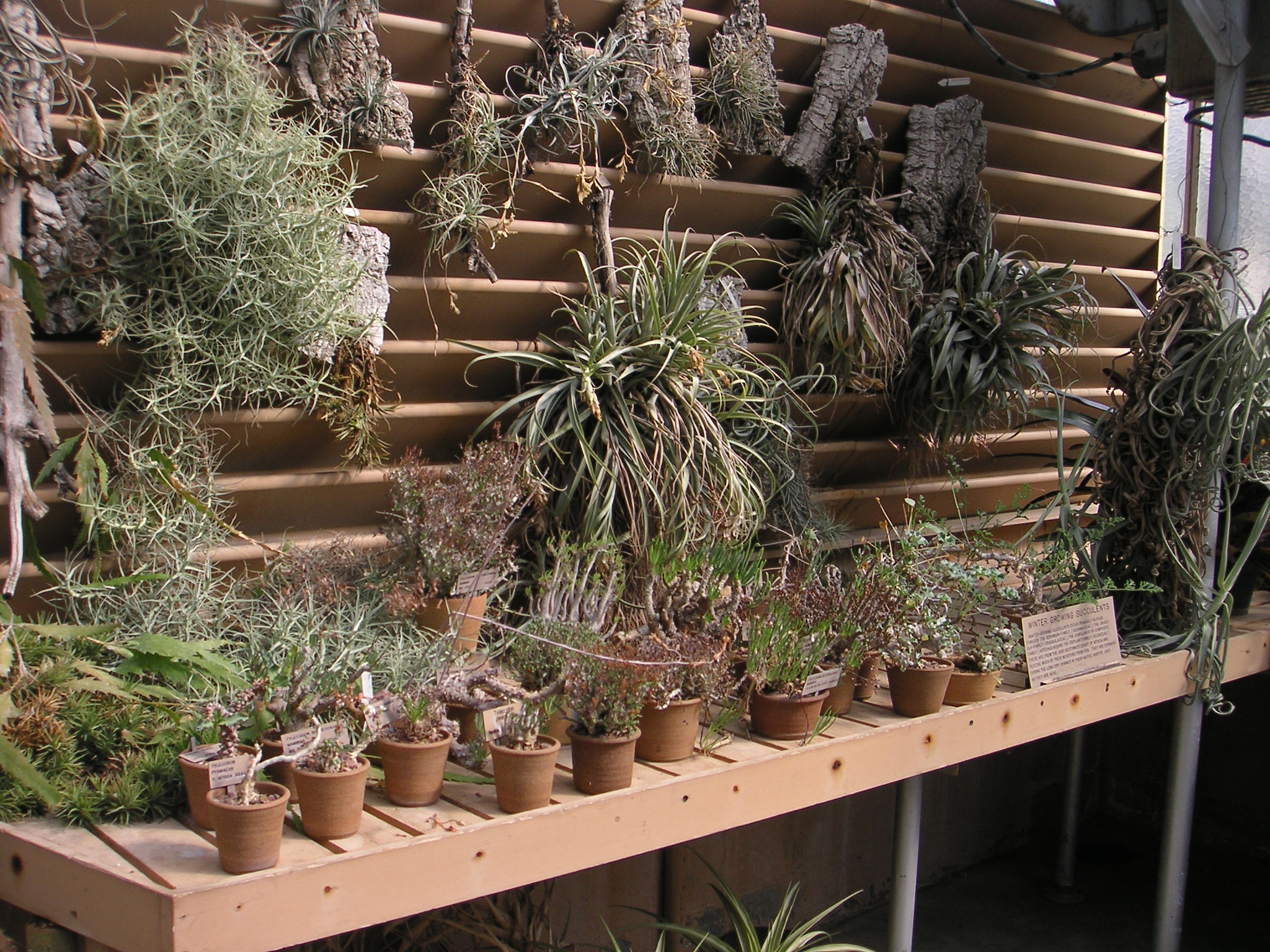
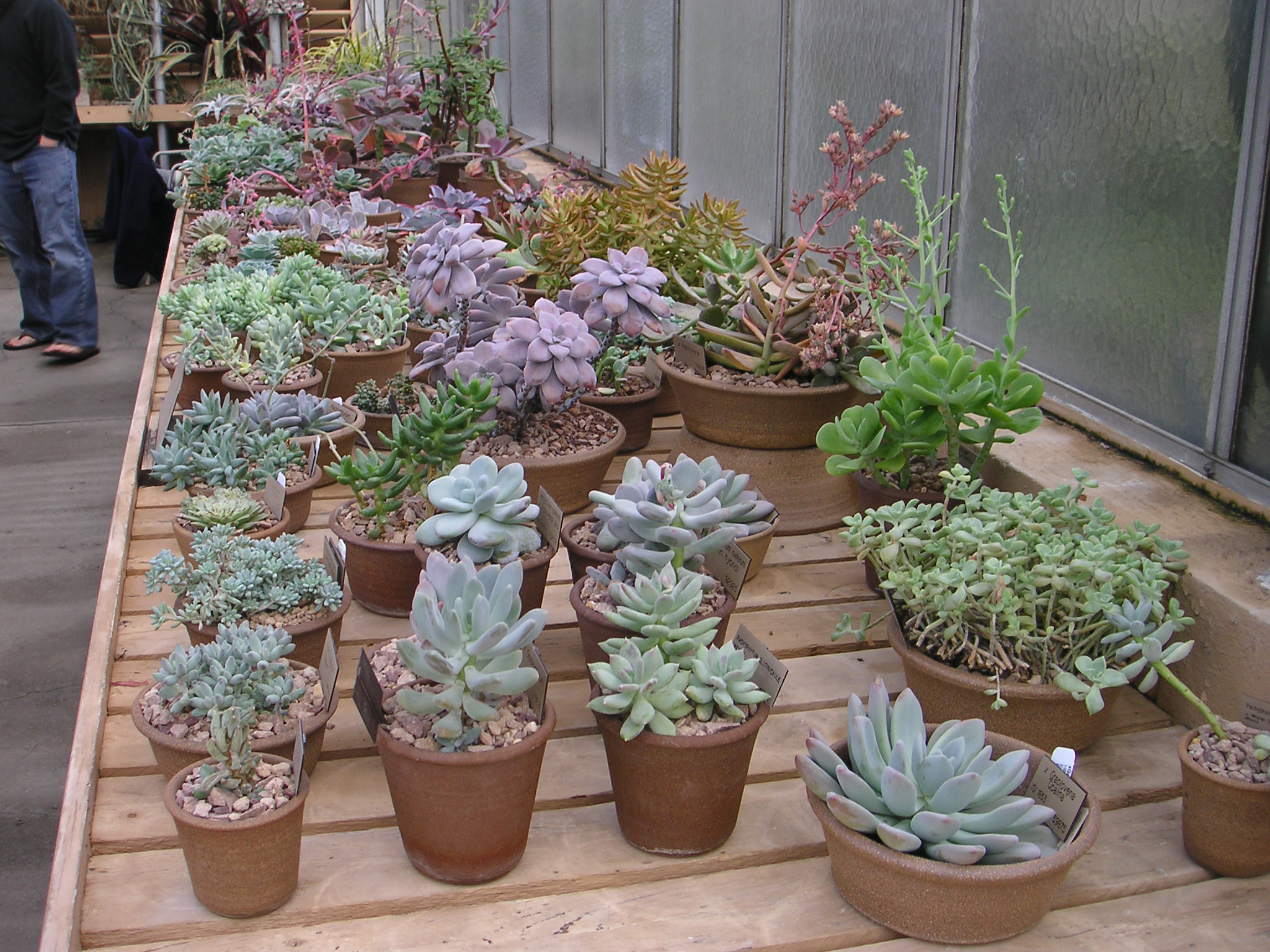
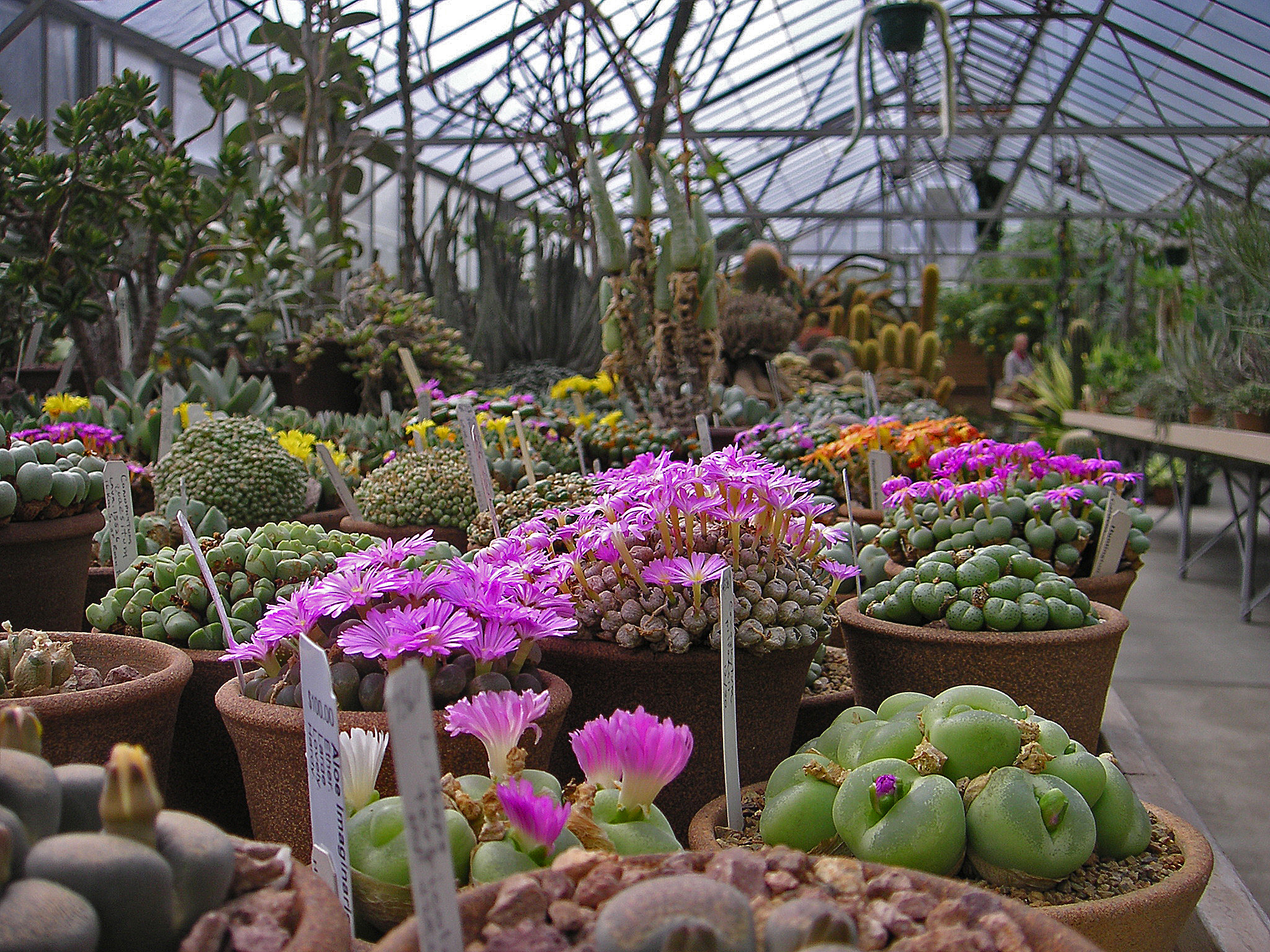

## Plantas en el Desert Garden Conservatory
Cactaceae

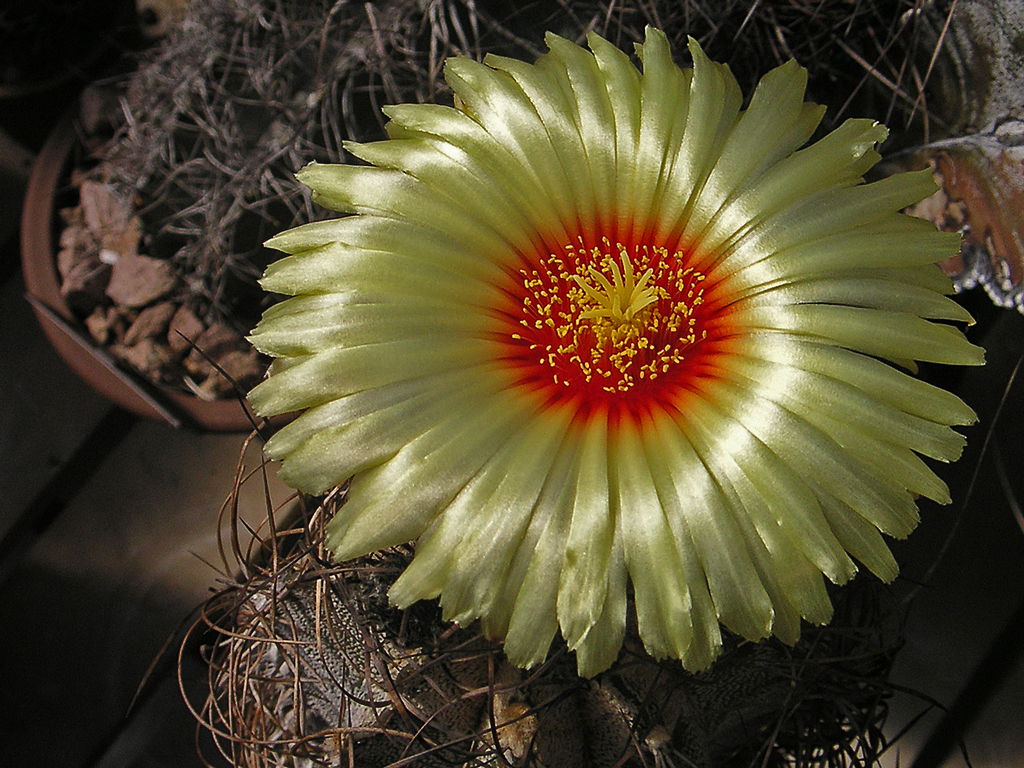
Astrophytum capricorne
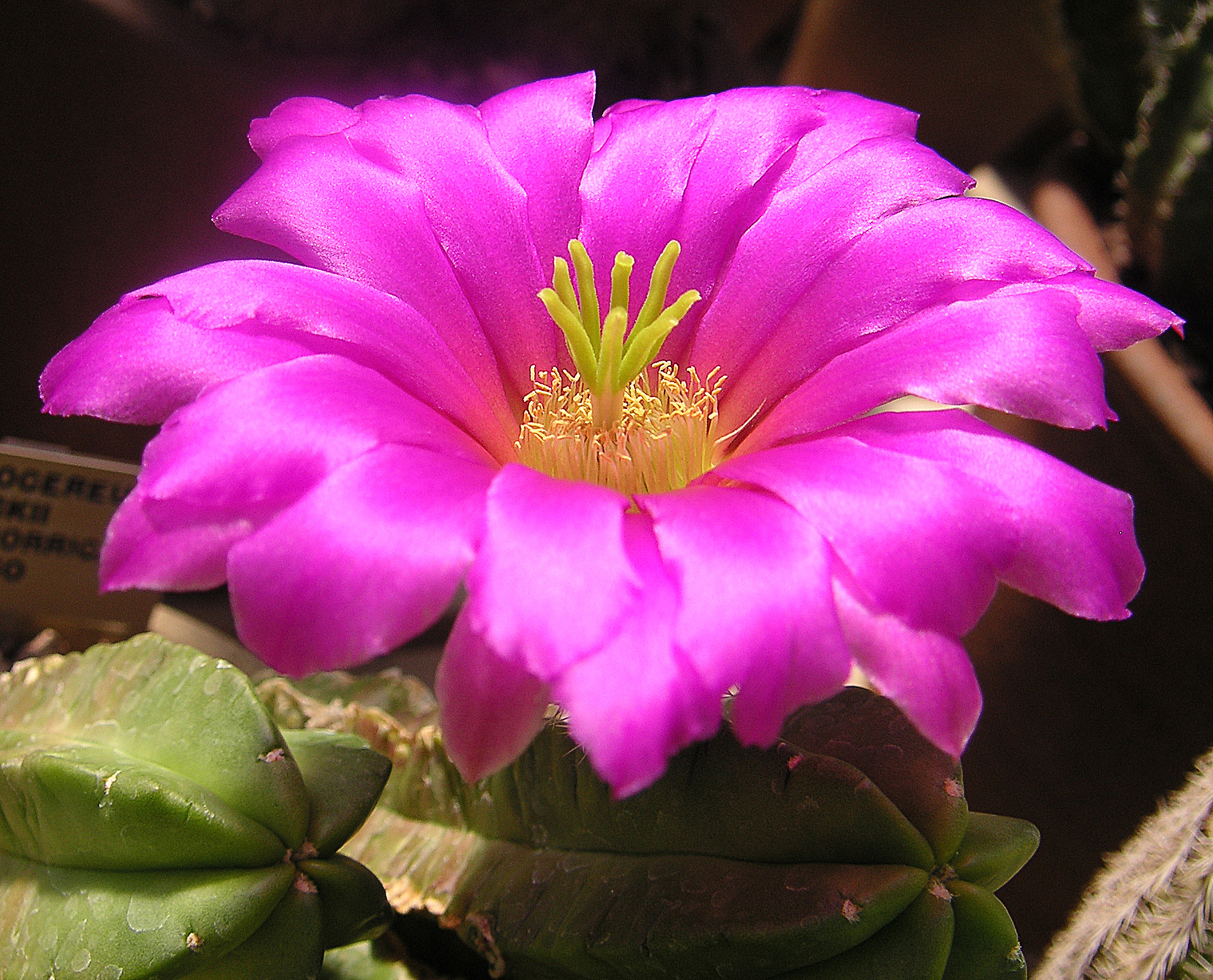
Echinocereus viereckii ssp. morricalii HBG 48099
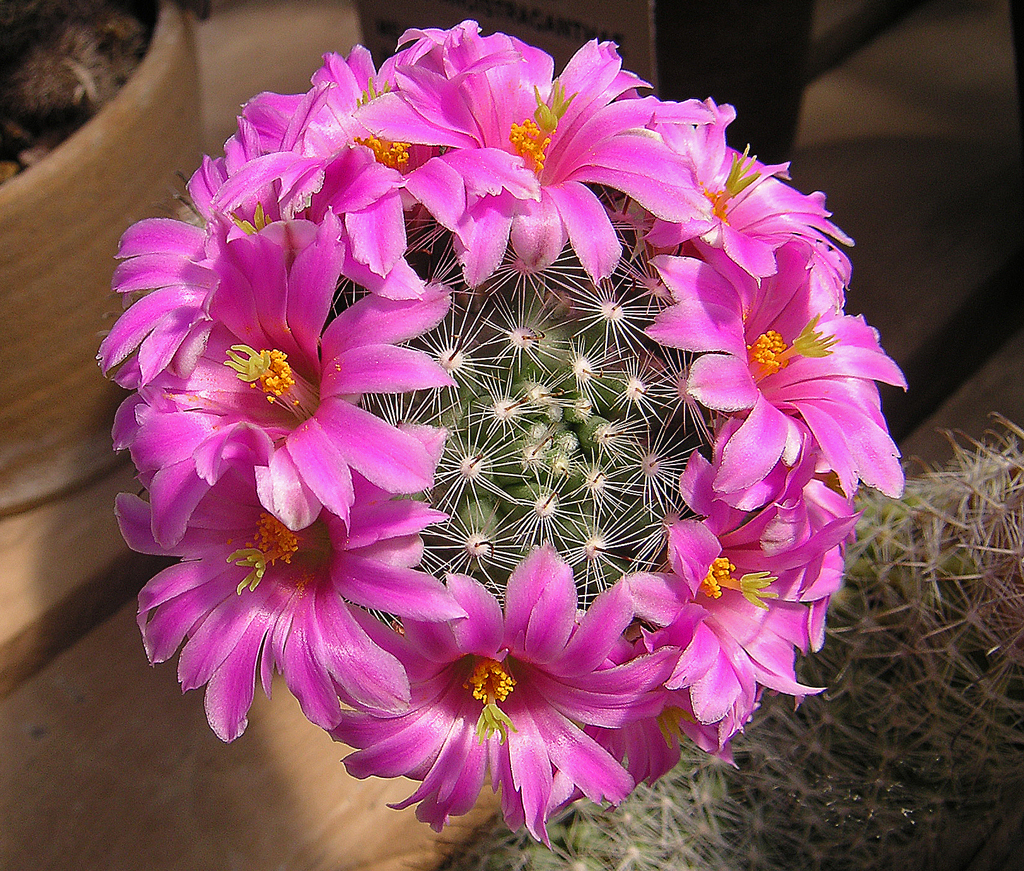
Mammillaria boolii HBG 48842
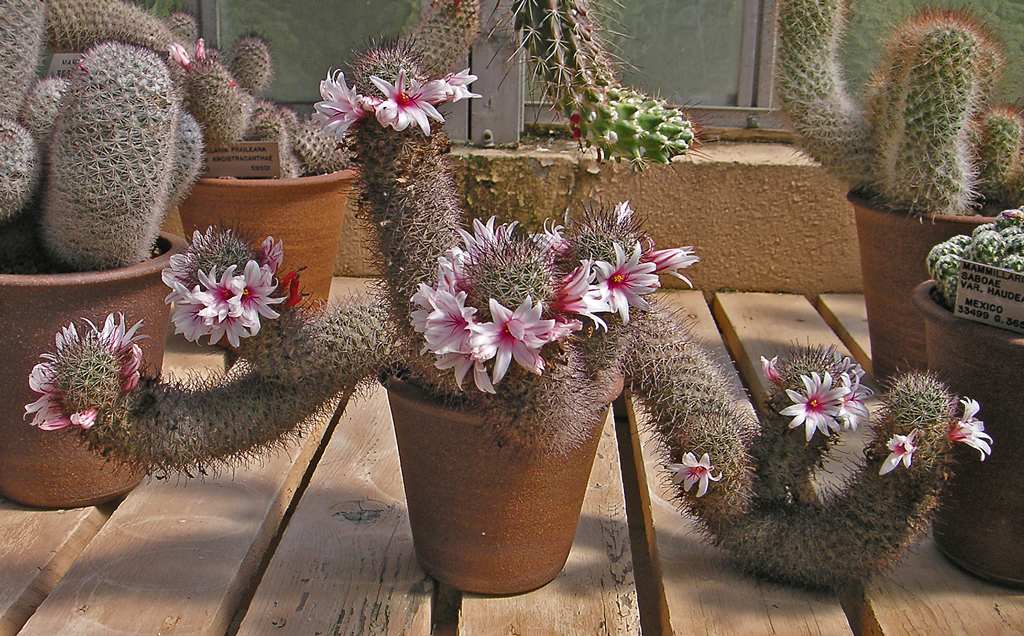
Mammillaria fraileana HBG 59973
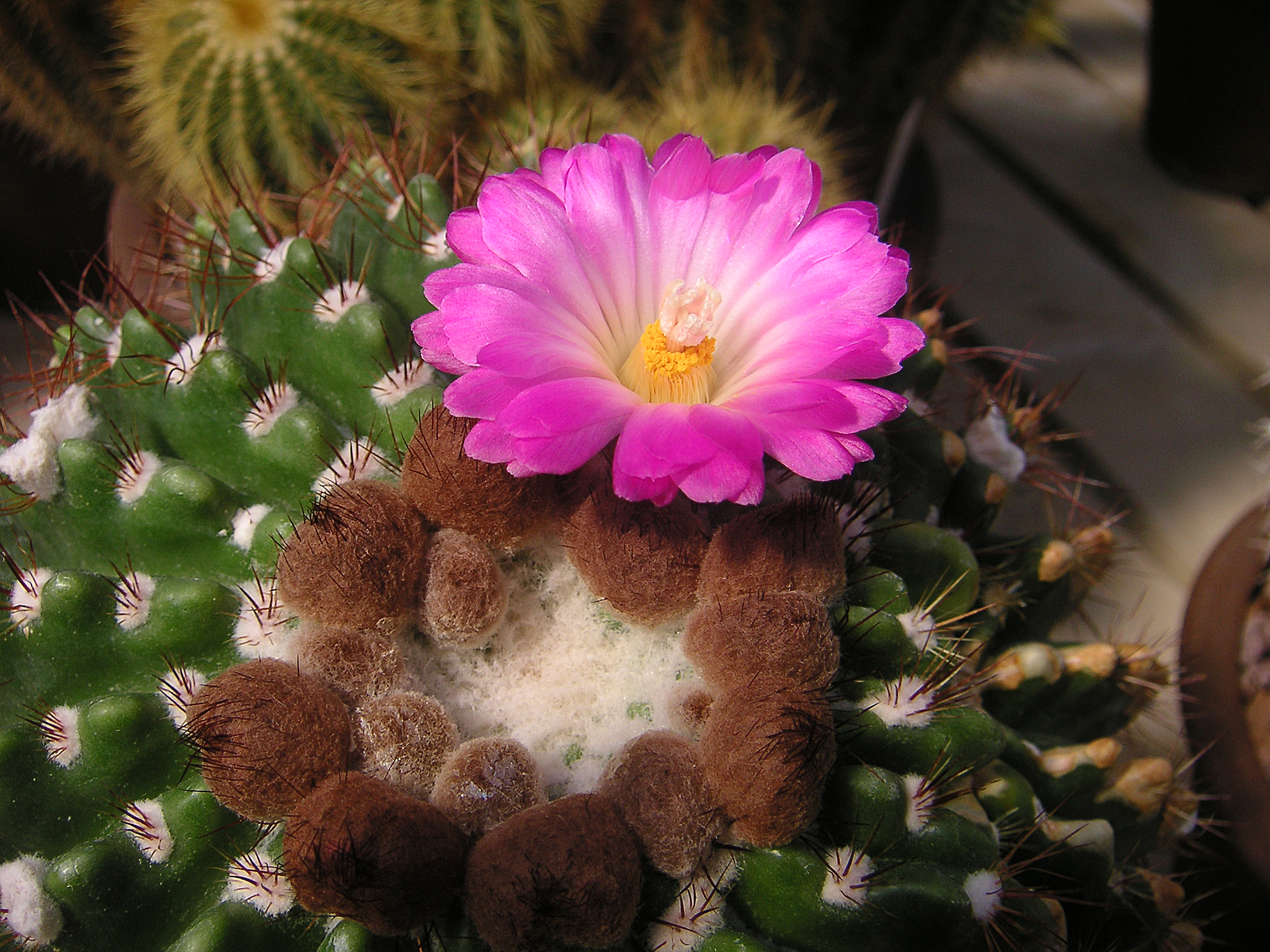
Notocactus herteri
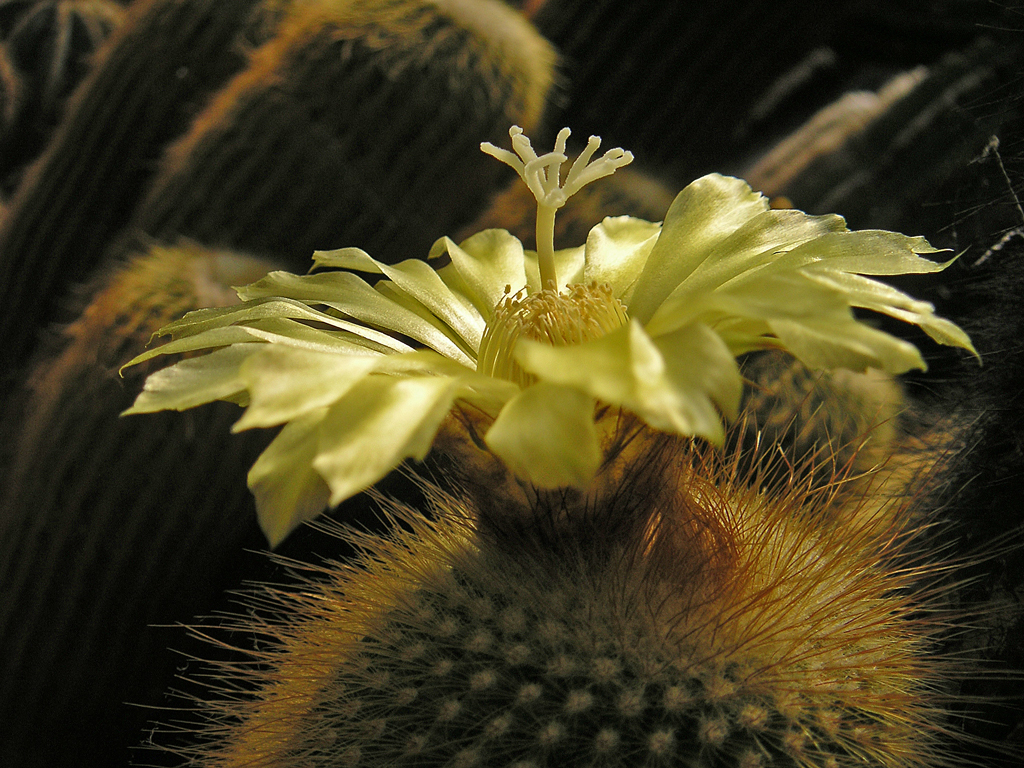
Parodia leninghausii HBG 53682

### Otras familias representadas

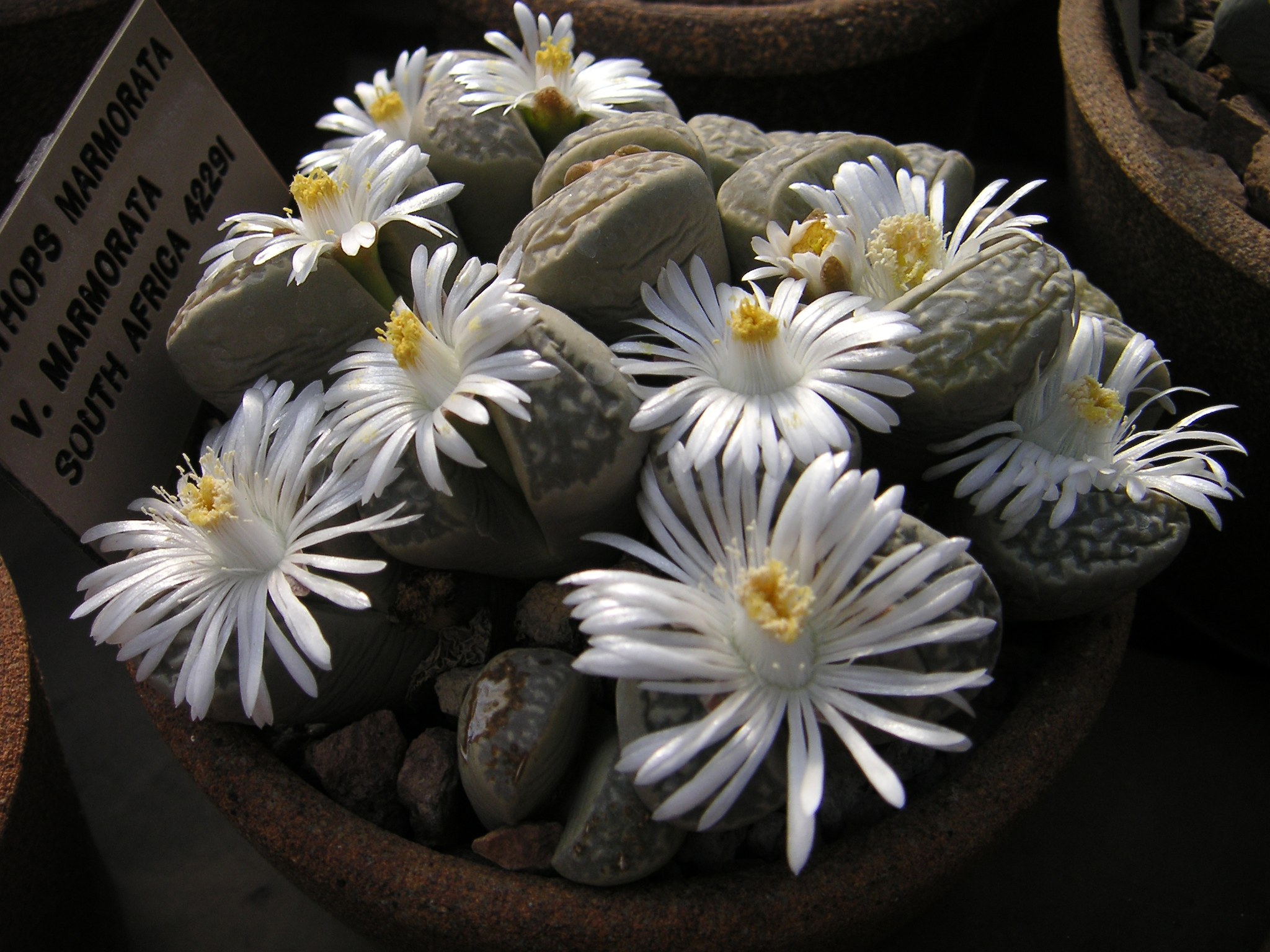
Lithops marmorata ssp. marmorata (Aizoaceae)
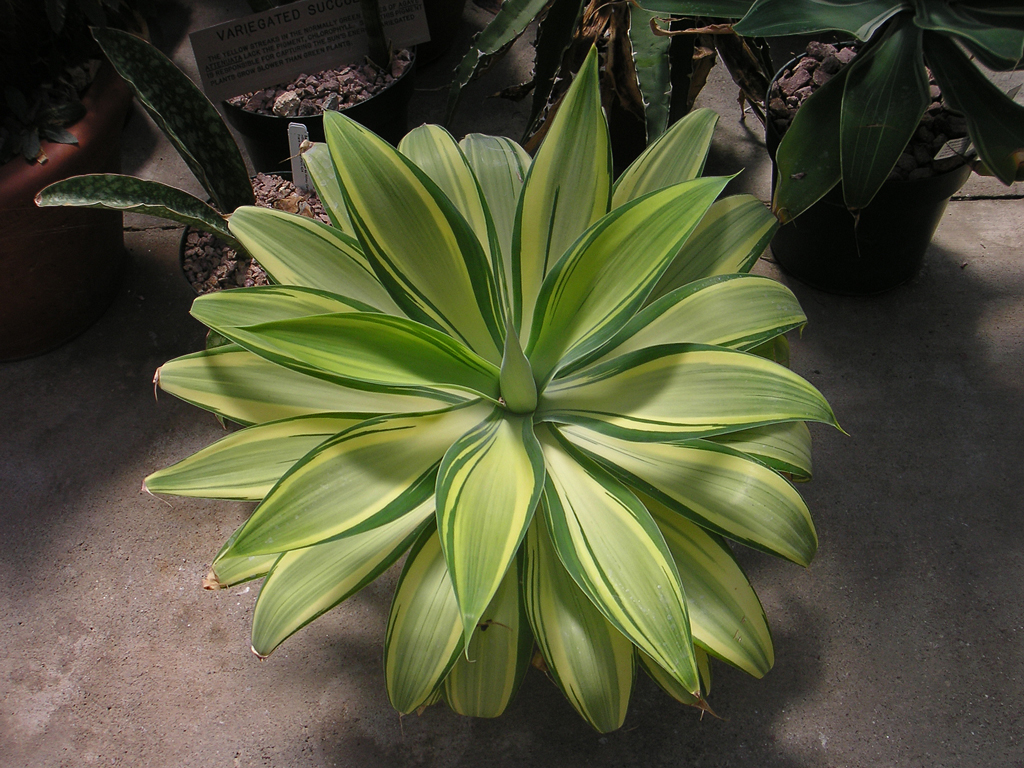
Agave attenuata'Emery Stripy (Agavaceae)
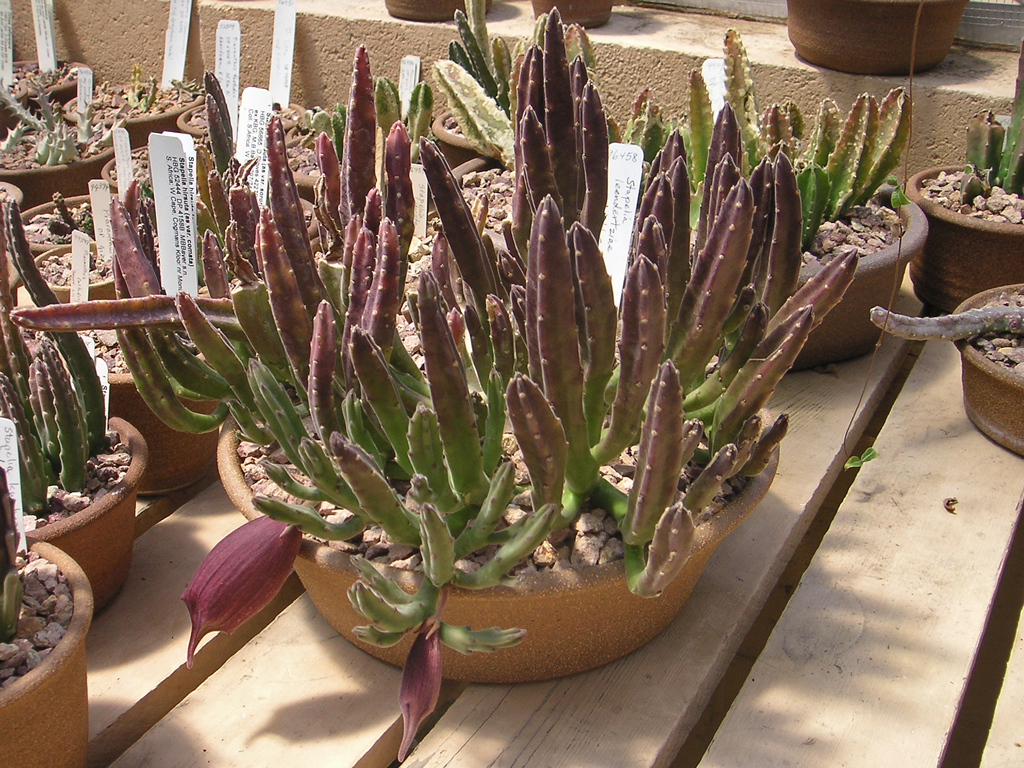
Stapelia leendertziaeex Scott Sykes (Asclepiadaceae)
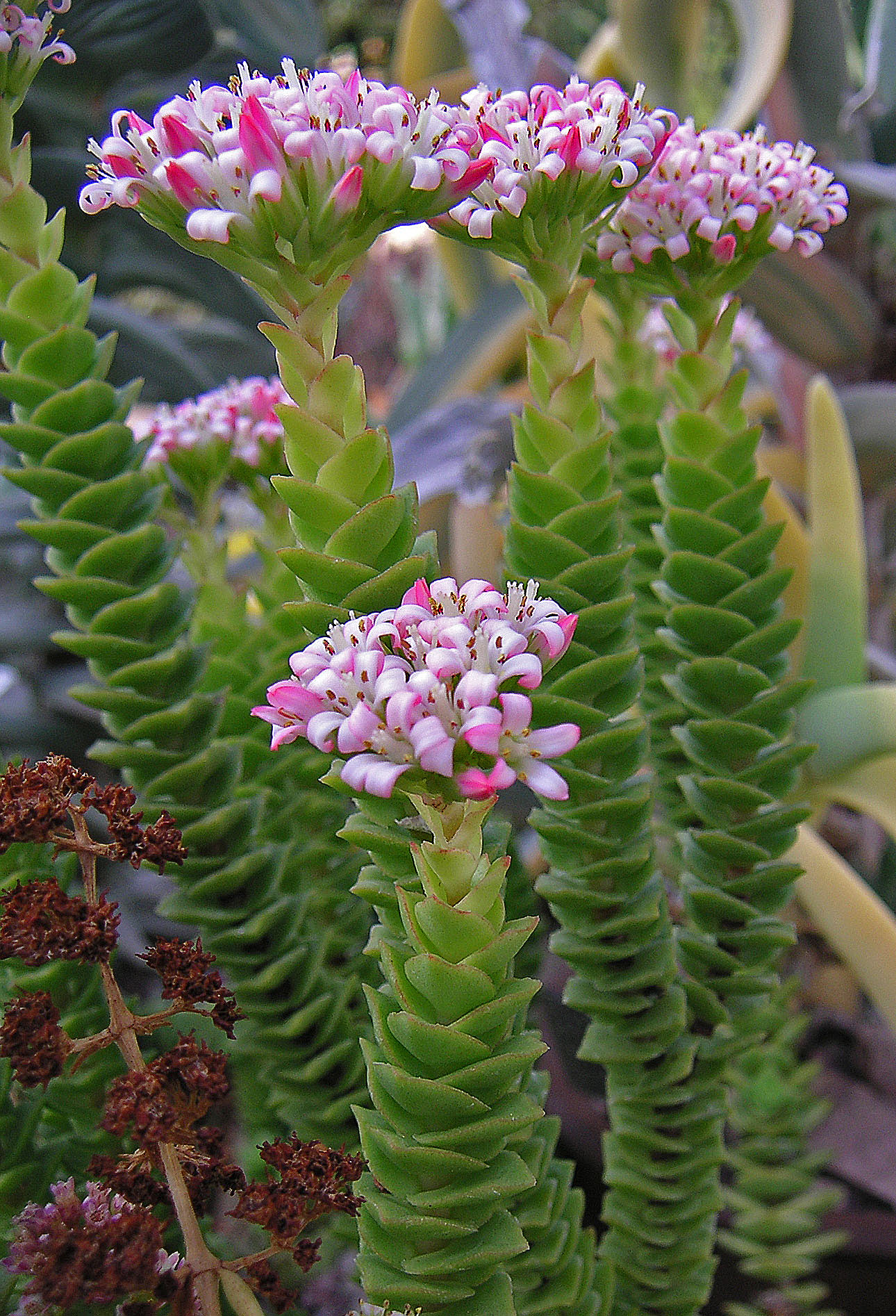
Crassulaceae 'Pink-Pagoda (Crassulaceae)
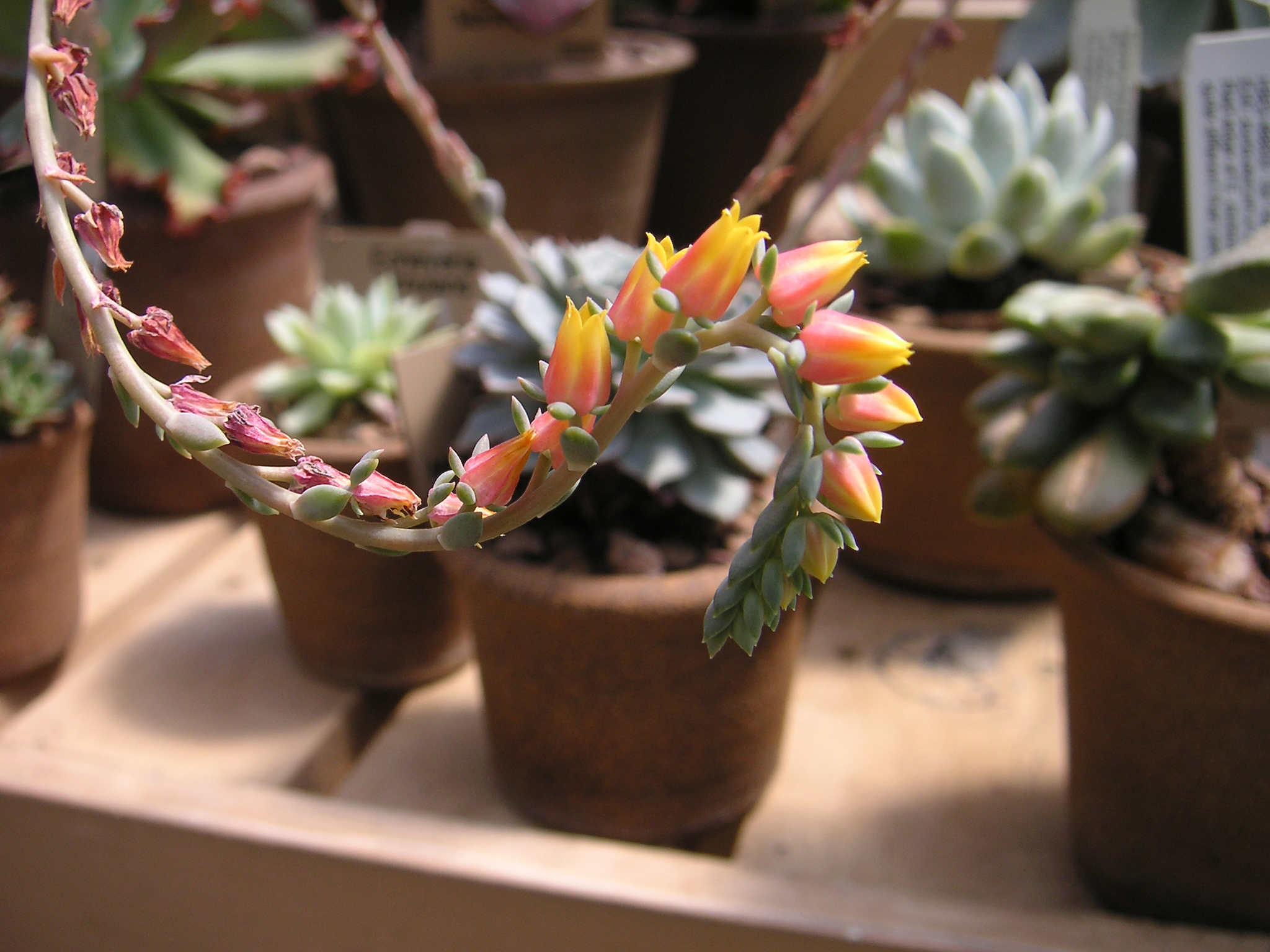
Echeveria secunda (Crassulaceae)
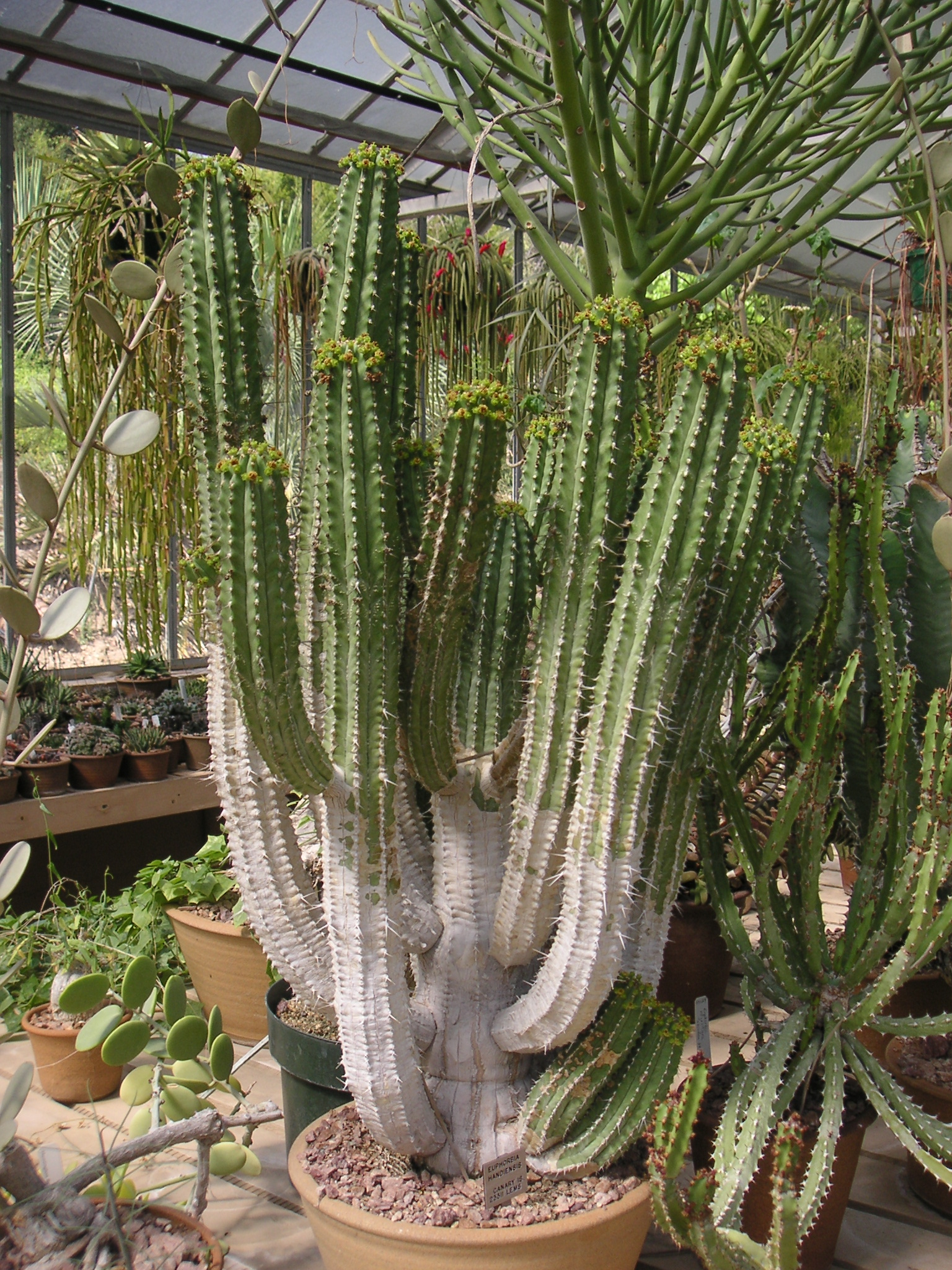
Euphorbia handiensis (Euphorbiacea)
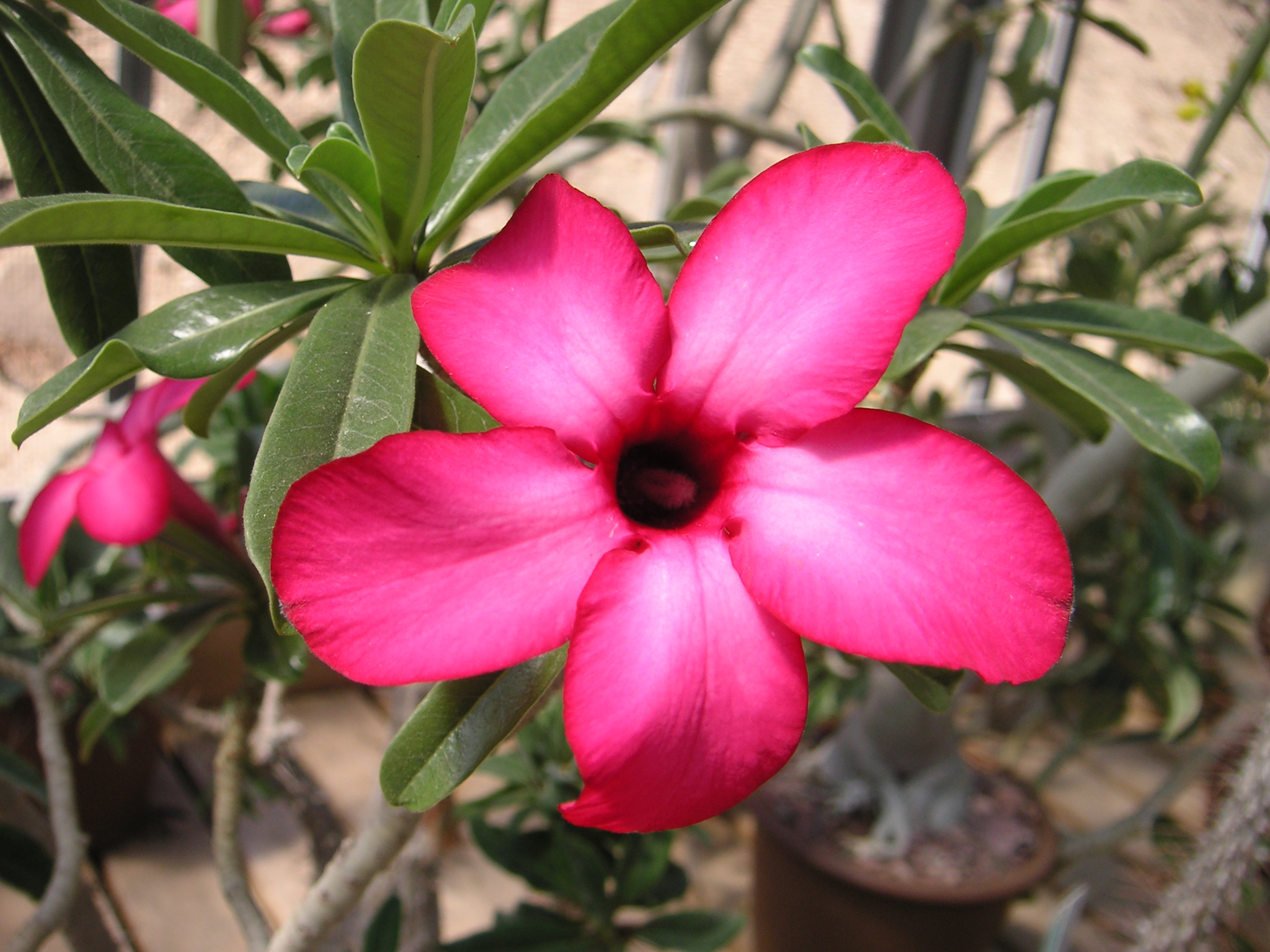
Adenium multiflorum x obesum 'Mad 29' (Apocynaceae)
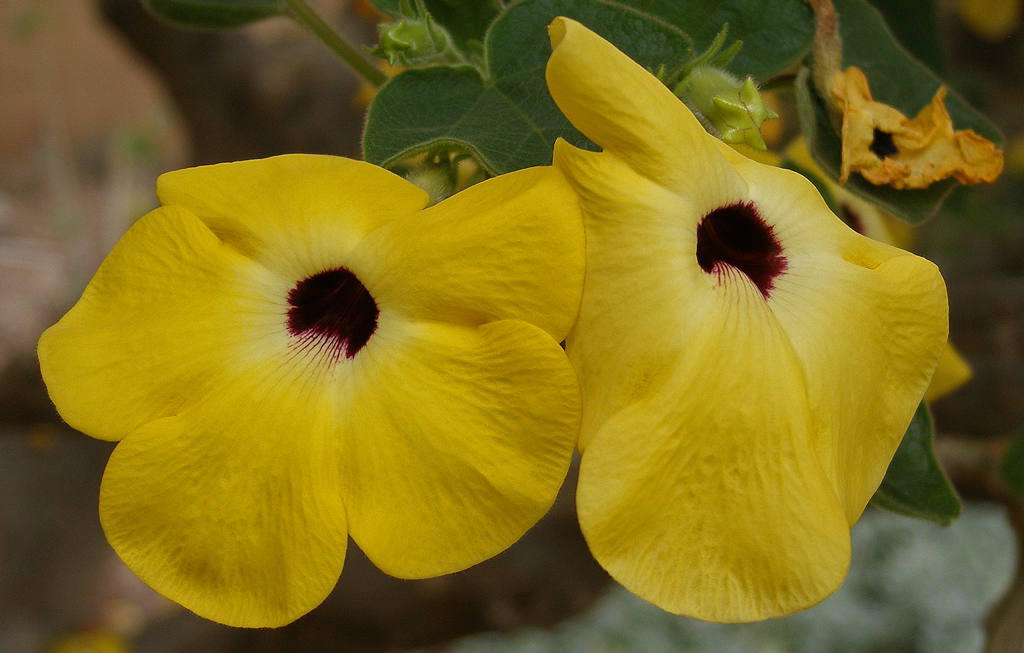
Uncarina grandidieri (Pedaliaceae)